# آي إيه آر-821
آي إيه آر-821 (بالإنجليزية: IAR-821)‏ هي طائرة زراعية أحادية السطح. أنتجت في رومانيا. من صناعة الصناع ايرونوتيكا رومانا. كان أول طيران لها في 1967. دخلت الخدمة في 1968، ومازالت في الخدمة حتى الآن. صنع منها 21 طائرة.